# 自由之夏
自由之夏（Freedom Summer），或稱密西西比夏日計畫（Mississippi Summer Project）是1964年6月由聯合組織理事會策劃的美國志願活動，目標是推廣密西西比的非洲裔美國人的投票登記。這些非洲裔美國人由於選民登記及其他法例的限制，一直無法獲得投票權。計劃參與者包括密西西比黑人以及超過一千名來自另一個州的白人。活動其間，參與者受到三K黨、警方、州政府及當地政府的暴力襲擊，包括歐打、縱火、非法拘捕。三名參與者遭到謀殺。這個計畫同時也在密西西比的小鎮設立許多自由學校、自由之家以及社區中心，以幫助當地的黑人。
計劃最終並沒有如願地促使很多人登記為選民，但卻對人民權利運動產生重大影響。它打破了吉姆·克勞法引起的持續了數十年的隔閡。在自由之夏之前，全國的新聞媒體也很少關注南方黑人的迫害以及黑人權利支持者所遭遇的危險，但自由之夏引起了全國的關注。